# Stockholm (ortnamn, Sveriges huvudstad)
Namnet Stockholm för Sveriges huvudstad kommer av orden stock och holm i betydelsen ’holme’, men vad namnet syftar på har diskuterats åtminstone sedan 1500-talet och det råder ingen konsensus i frågan. En vanlig tolkning är att namnet syftar på en spärr av flytstockar i Norrström som hindrade flottor att segla in i Mälaren, men namnet har givits många andra tolkningar.
För Stockholm finns sedan ett antal smeknamn som Eken eller Nordens Venedig.

## Etymologi

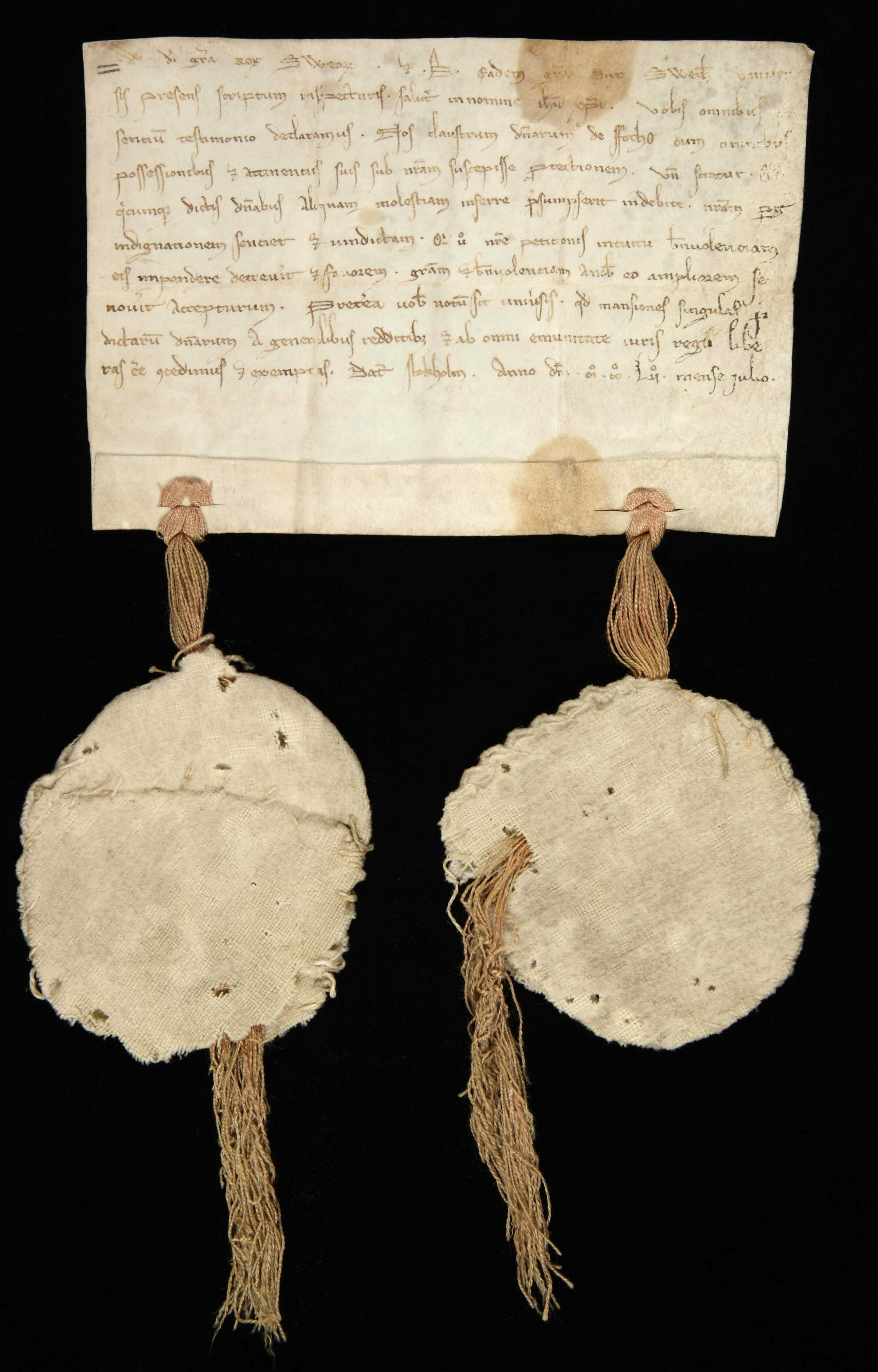
Skyddsbrev utfärdat till nunnorna i Vårfruberga av Kung Valdemar och Birger jarl från 1252. Namnet Stokholm förekommer i mitten på sista raden.

Namnet Stockholm är belagt i skrift sedan år 1252 i formen Stokholm i Skyddsbrevet för Fogdö kloster 1252. Till formen utgör namnet en sammansättning av stock (fornsvenska stokker ’stock’) och holm (fornsvenska holmber ’liten ö’), en sidoform till holme. Vad namnet syftar på har varit mera omdiskuterat och omnämns i Svenskt ortnamnslexikon (2016) som ett ”klassiskt problem” inom svensk ortnamnsforskning. Många hypoteser har lanserats, främst gällande vad ordet stock syftar på. Av dessa finns tre mer spridda hypoteser.

### Spärrteorin
En vanlig tolkning har varit att förleden stock syftar på en bom eller en stockspärr av flytande stockar, som hindrade flottor från att komma in i Mälaren. Denna tolkning förekommer i en variant redan hos Johannes Messenius i Sveopentaprotopolis (1611), men får stöd av bland annat av avhandlingen Stockholms uppkomst (1933) av Gunnar Bolin, av historikern Nils Ahnlund i Stockholms historia före Gustav Vasa (1953) och av Svenskt ortnamnslexikon (2016). Under arkeologiska undersökningar på 1970-talet påträffades dessutom ekstockar från 1000-talet på Helgeandsholmen, som hade kunnat utgöra rester från en sådan spärr. I så fall är det möjligt att holm syftar på en mindre holme i Norrström.
Spärrteorin har kritiserats bland annat för att sådana stockspärrar vanligen gick under namnet stäk (jämför Almarestäket och Stegeborg), och för att det gick att ta sig in i Mälaren genom en nordligare farled genom Ålkistan eller Fröfjärden, som då också bör ha haft någon sorts spärranordning.
En pålkrans omgärdade staden åtminstone på 1500-talet, och stock har ibland, t.ex. av Sune Ambrosiani år 1907 tolkats som syftande på denna pålkrans. Den gick dock under namnet Bommen och namnet Stockholm bör dock ha funnits långt innan denna pålkrans tillkom.

### Spångteorin
En tolkning som lanserades av ortnamnsforskaren Jöran Sahlgren i Dagens Nyheter 1917 var att förleden stock ska ha syftat på en primitiv bro av hopfästa stockar eller en spång över Norrström. Sahlgren antog att Stockholm betyder ”holmen vid Stocksund”, namnet på Norrström som förekommer i Snorre Sturlassons Ynglingasagan och Olav den heliges saga. Sahlgren baserade sin hypotes på andra ortnamn med stock som förled och menar att dessa namn troligen föranletts av spänger eller broar. Denna spång skulle vara en del av färdleden mellan Uppland och Södertörn. Denna hypotes har kritiserats bland annat för att det inte gick någon väg över Mälarutloppet före Stockholms tillkomst. Denna etymologi anges bland annat i Elof Hellquists Svensk etymologisk ordbok (1922), men enligt Svenskt ortnamnslexikon (2016) bedöms den som ”mindre trolig”.

### Stocki betydelsen ’gränsmärke’
En tredje tolkning som lanserades av Petrus Envall år 1962 var att förleden stock hellre bör likt ordet stav tolkas i betydelsen ’gränsstolpe’ eller ’råmärke, gränsmärke’. Denna betydelse av stock förekommer även i Upplandslagen. Stockholm bör därför enligt Envall syfta på Stadsholmens roll som ’gränsholme’ mellan Södermanland och Uppland. Denna tolkning avfärdas inte av landskapshistorikern och ortnamnsforskaren Per Vikstrand eller av Svenskt ortnamnslexikon (2016) och stöds av kulturgeografen Clas Tollin.
Det har ofta antagits att stock bör ha syftat på en liggande trädstam, medan en lodrätt stolpe bör ha kallats stav, stång eller påle. I Johan Ernst Rietz Svenskt dialektlexikon (1867) förekommer dock stokk med betydelsen ’käpp, stav’, det vill säga med lodrät betydelse.

### Övriga hypoteser
Namnet har även tidigare givits flera andra förklaringar. Jöran Sahlgren föreslog även 1920 att stock kan ha syftat på en gillerstock för djurfångst.. Gustaf Brynnel föreslog 1965 att förleden inte syftar på stockar utan på en plats där vattnet ”stockar sig”, det vill säga hejdas i sitt lopp. 1985 föreslog ortnamnsforskaren Karin Calissendorff att stock kunde syfta på fasta fiskeanläggningar i form av fiskestockar. Detta visade sig dock några år senare dock bygga på en felläsning. Andra hypoteser har varit att stock syftar på en stubbe eller en stolpe rest på en marknadsplats. Alla dessa hypoteser, inklusive spångteorin, bedöms dock av Svenskt ortnamnslexikon (2016) som mindre troliga till förmån för spärrteorin. Gränsmärkesteorin tas upp i lexikonet som menar att betydelsen ’gränsmärke’ inte säkert kan beläggas.

### Tolkningsförsök före 1900-talet
Jakob Ziegler skriver i Schondia (1532) att staden fick sitt namn för husens grundmurar vilar på pålar eller stockar.
1559 uppger Laurentius Petri Nericius i sin Svenska krönika att staden skulle vara uppkallad efter en mindre holme i Norrström med namnet Lilla Stockholm, som nu utgör en del av Helgeandsholmen.
Johannes Messenius skriver i Sveopentaprotopolis (1611) att det på hans tid var den gängse förklaringen att staden hade fått sitt namn genom att invånarna i Sigtuna skickade iväg en stock fylld guld och silver, och avsåg bygga en ny stad där stocken flöt i land.
I Eric Julius Biörners De Stockholmiae antiquae situ, nomine & legibus (1731) skulle namnet komma av ett verb stocka i betydelsen ’stycka’, för att Olof den heliges grav blivit avstyckad från Södertörn.
Sven Lagerbring menar i sin Swea rikes historia (1773) att namnet antingen kommit av nedslagna stockar som spärr, eller av ett upplag av timmerstockar för utskeppning till Gotland och andra orter.
Johan Murberg hänvisade år 1795 till att stock på vendiska skulle betyda ”flytande vatten” och på samiska ”sund”, vilket även togs upp i Johan Elers Stockholm (1800).

## Stockholm på andra språk
Vissa språk har anpassat namnet Stockholm efter det egna språkets ljud- och böjningssystem (exonym), medan andra har behållit den svenska formen som den är (endonym). 
Finska har en lång historia i Stockholm, och det finskspråkiga namnet kom att bli Tukholma. Under 1600- till 1800-talen kunde namnet även skrivas Stuckulmi, Stockholmi, Tukkiholma, Tukhulma eller Tukholmi innan namnet etablerades som nuvarande Tukholma. I dag är finskan officiellt minoritetsspråk i Sverige och Stockholm tillhör förvaltningsområdet för finska.
På liknande sätt heter staden på meänkieli Stokholmi, Tokholmi eller Tukholma, på nordsamiska Stockhoalbma, lulesamiska Stockhoalmma. På sydsamiska används den ”nedkortade” formen Stuehkie och på umesamiska Ståhkiesualuoj, Tjåsskasualuoj eller Tjåsskasulla, där tjåsska och sualuoj, sulla är översättningar av svenska ’stock’ respektive ’holme’. På svensk romani heter staden Kastona-foro eller Kralilleske-foro med den bokstavliga betydelsen ’den kungliga staden’.
I hanseatiska källor skrevs staden ofta blott Holm eller Holmen, vilket har gett upphov till stadens latinska namn Holmia. På isländska och färöiska har namnet anpassats till Stokkhólmur, på ryska och polska till Стокгольм (Stokgólʹm) respektive Sztokholm, och på spanska och italienska till Estocolmo respektive Stoccolma.
På tyska har formen Stockholm behållits, men staden uttalas vanligtvis med initialt /ʃt/ och inte sällan med betoning på andra stavelsen.
I flera länder utanför Sverige finns orter med namnet Stockholm med samma stavning, exempelvis i några delstater i USA där det förts in av emigranter från Sverige under 1800-talet. Bosättningar med namnet Stockholm finns således i delstaterna Minnesota, Kansas, Maine, Nebraska, South Dakota, Wisconsin samt i Saskatchewan i Kanada.

## Smeknamn
Genom åren har flera olika namn och begrepp används om Stockholm för att locka utländska turister, som exempelvis Nordens Venedig och Mälardrottningen, och för sin närhet till vattnet där flera stadsdelar är öar. Nordens Venedig används av utländska turistagenter, genom likheten med staden Venedig, uppbyggd på öar i havet. Dessutom är Stockholms stadshus, arkitekt Ragnar Östbergs byggnadsverk, påverkat av italienska palats som Dogepalatset (Palazzo Ducale) och Markuskyrkans kampanil i Venedig, vilket gör att Stockholm som Nordens Venedig får en reell innebörd. "Stockholm, the Capital of Scandinavia" är en varumärkesskyddad slogan som det kommunala bolaget Stockholm Business Region använder vid internationell marknadsföring av Stockholmsregionens fördelar.
Från slutet av 1800-talet och framåt användes Eken som smeknamn på Stockholm. Eken besjungs i Ruben Nilsons Balladen om Eken från 1947 och i Olle Adolphsons Slagsmålet på Tegelbacken. Namnet härstammar från knallarnas språk månsing vars namn på Stockholm var Storhäcken eller Stockhäcken (där "ä" uttalas som "e"), något som senare förkortades via häcken till eken. En manlig stockholmare kallas följaktligen för ekenskis eller stockekare som bland annat kan läsas i boken Mina drömmars stad av Per Anders Fogelström. Namnet är numera mindre använt men finns kvar i t.ex. Eken Cup, en handbollsturnering som spelas på Gubbängen strax söder om stan.
Staden har också fått flera skämtsamma öknamn, som Fjollträsk, vilket fick spridning från bland annat filmerna Sällskapsresan 2 och Jägarna. Den anspelar på att de som bor i storstaden är klenare än landsbygden, och i synnerhet Norrland, där många orter ofta har namn med efterledet -träsk. På samma sätt fick Tjockhult som ord för Stockholm spridning med Dag Vags låt med samma namn från 1979. Smeknamnet brukar hänföras till södra Sverige och Göteborg. I synnerhet i Skåne och Småland är -hult också ett vanligt efterled på orter.
De som bor i Stockholm kallar ibland skämtsamt staden för Människobyn när de ska åka hem från landsbygden. Uttrycket anspelar på en scen ur Djungelboken som förekommer i Kalle Ankas jul som visas på svensk TV på julafton. I scenen, som introducerades på 1970-talet säger Bagheera att Mowgli ska föras ur djungeln till människobyn; innebörden är att "människobyn" är civilisationen medan landsbygden är djungeln.